# Oxylepus grobbelaarae
Oxylepus grobbelaarae  (лат.) — вид жуков щитоносок (Cassidini) из семейства листоедов.
Южная Африка (Намибия и ЮАР). Тело овальной формы, уплощённое желтовато-песочного цвета. Голова сверху не видна, так как прикрыта переднеспинкой. Надкрылья с двумя крупными выступами в передне-верхней части. Растительноядная группа, питаются растениями различных видов семейства маревые (Chenopodiaceae), в том числе из рода солянка (Salsola sp.).